# Senijad Ibričić
Senijad Ibričić (Kotor Varoš, Yugoslavia, 26 de septiembre de 1985) es un exfutbolista bosnio que jugaba como centrocampista.

## Selección nacional
Luego de ser incluido en la lista preliminar de 24 jugadores en mayo de 2014, Ibričić fue confirmado el 2 de junio en la lista final de 23 que representaron a Bosnia y Herzegovina en la Copa Mundial de Fútbol de 2014.

### Participaciones en Copas del Mundo
| Mundial                        | Sede   | Resultado      |
| ------------------------------ | ------ | -------------- |
| Copa Mundial de Fútbol de 2014 | Brasil | Fase de grupos |

## Clubes
| Club                     | País                 | Año       |
| ------------------------ | -------------------- | --------- |
| N. K. Podgrmeč           | Bosnia y Herzegovina | 2003-2004 |
| N. K. Zagreb             | Croacia              | 2004-2008 |
| H. N. K. Hajduk Split    | Croacia              | 2008-2011 |
| F. C. Lokomotiv Moscú    | Rusia                | 2011-2013 |
| Gaziantepspor (cedido)   | Turquía              | 2012-2013 |
| Kasımpaşa S. K. (cedido) | Turquía              | 2013      |
| Kayseri Erciyesspor      | Turquía              | 2013-2014 |
| F. K. Vardar Skopje      | Macedonia del Norte  | 2015      |
| Karşıyaka S. K.          | Turquía              | 2015      |
| Sepahan F. C.            | Irán                 | 2016      |
| F. C. Koper              | Eslovenia            | 2016-2017 |
| N. K. Domžale            | Eslovenia            | 2017-2022 |

## Palmarés

### Títulos nacionales
| Título                        | Club                  | País      | Año  |
| ----------------------------- | --------------------- | --------- | ---- |
| Copa de Croacia               | H. N. K. Hajduk Split | Croacia   | 2010 |
| Primera División de Macedonia | F. K. Vardar Skopje   | Macedonia | 2015 |

### Distinciones individuales
| Distinción                        | Año                       |
| --------------------------------- | ------------------------- |
| Once Ideal de la Liga eslovena    | 2016-17, 2017-18, 2018-19 |
| Mejor jugador de la Liga eslovena | 2017-18                   |